# 古洞站
古洞站（英語：Kwu Tung Station）是目前香港港鐵東鐵綫及北環綫一個興建中的重型鐵路車站，位於北區古洞河上鄉路與馬草壟路交界，預料將處於未來古洞北新發展區的市中心部分。當中，東鐵綫部分已於2023年9月29日動工，並預計於2027年落成啟用，成為港鐵第100座車站；而北環綫部分暫時仍待動工。

## 歷史

### 預留位置
於1905年九廣鐵路規劃階段時，曾計劃行經古洞地區。目前東鐵綫在上水站至落馬洲站的路段並不設有中途站，當列車在駛經位於塱原濕地地底的隧道時會經過預留的古洞站結構。該站現時以鋼板分隔軌道及月台預留結構。以香港政府於2003年公佈的研究，古洞北及粉嶺北共679公頃的土地適合作新發展區——古洞北新市鎮。於此，前九廣鐵路（現由港鐵營運）在計劃及興建落馬洲支線時，已預留位置興建古洞站之用。

### 落實興建
根據在《鐵路發展策略2000》中的北環綫計劃，該線將由屯馬綫錦上路站開往古洞站並與東鐵綫交匯。而在2013年，香港政府於「我們未來的鐵路」第二階段諮詢正式向公眾提出古洞站的具體計劃。2014年9月17日，運輸及房屋局公佈《鐵路發展策略2014》，正式落實興建古洞站及北環綫。
2020年12月16日，行政長官會同行政會議批准政府邀請港鐵開展北環綫項目的詳細規劃及設計，該線全長10.7公里，並將分兩期推展，第一期先興建在東鐵綫落馬洲支綫上增設的古洞站，料2023年動工、2027年竣工，造價達35億港元（按2015年價格估算）；第二期則為屯馬綫錦上路站及古洞站之間的北環綫主線，並於新田、牛潭尾及凹頭增設3個中途站，料2025年動工，2034年竣工，造價為約585億港元（按2015年價格估算）。
2022年11月11日，政府刊憲批准興建古洞站。
2023年9月8日，港鐵批出東鐵綫古洞站設計與建造工程合約，由香港寶嘉建築承建，並於9月29日舉行動工典禮，工程項目的目標完成日期設定為2027年。

## 車站
古洞站早於興建落馬洲支線時已預留了一組島式月台的結構，現正續建及安裝所需設備成為正式車站（惟並沒有預留月台作北環綫之用，未來需於車站以北新建一組月台）。而地面上建有兩座緊急出口（內有消防升降機及樓梯）。

### 車站樓層
| 地面                        | 預留出入口（河上鄉路、馬草壟路） | 預留出入口（河上鄉路、馬草壟路） |   |  |
| 大堂                        | 預留大堂結構 | 預留大堂結構 |   |  |
| 月台                        | \| \| \| 東鐵綫往金鐘及羅湖[註 2]（上水） \| 2 \| \| \| 島式 · 預留結構，未開放使用 \| \| \| \| \| \| \| 1 \| 東鐵綫往落馬洲（終點站） \| \| \| | \| \| \| 東鐵綫往金鐘及羅湖[註 2]（上水） \| 2 \| \| \| 島式 · 預留結構，未開放使用 \| \| \| \| \| \| \| 1 \| 東鐵綫往落馬洲（終點站） \| \| \| |   |  |
|                             | | 東鐵綫往金鐘及羅湖（上水） | 2 |  |
| 島式 · 預留結構，未開放使用 | | |   |  |
|                             | 1 | 東鐵綫往落馬洲（終點站） |   |  |

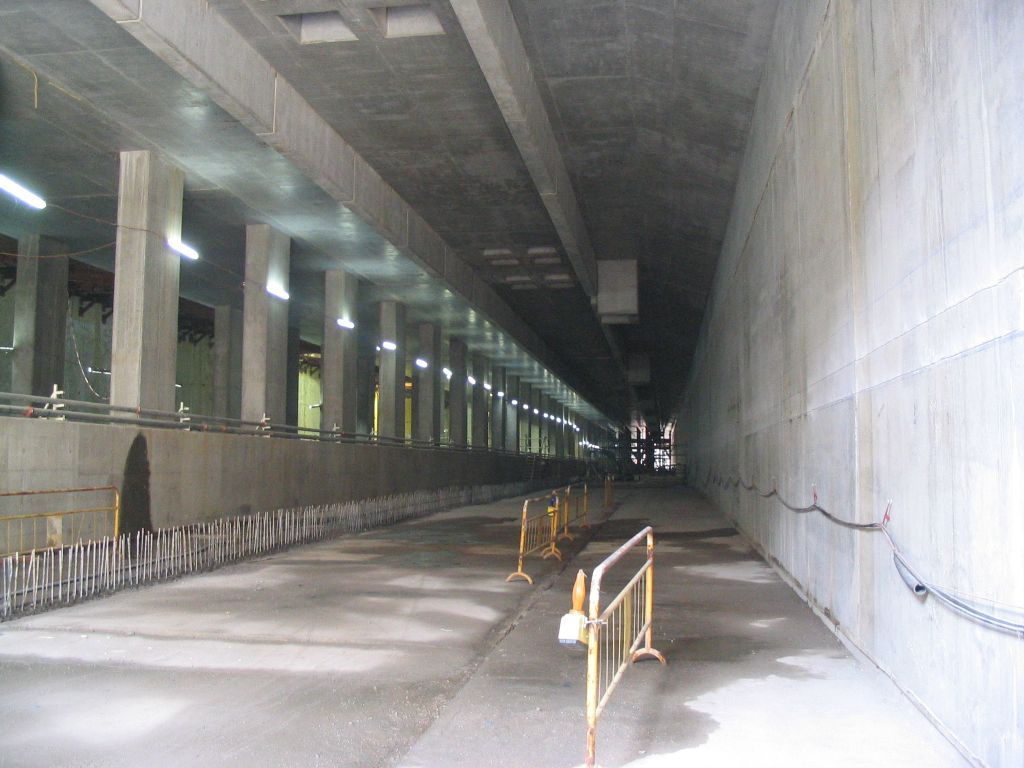
古洞站的預留月台結構
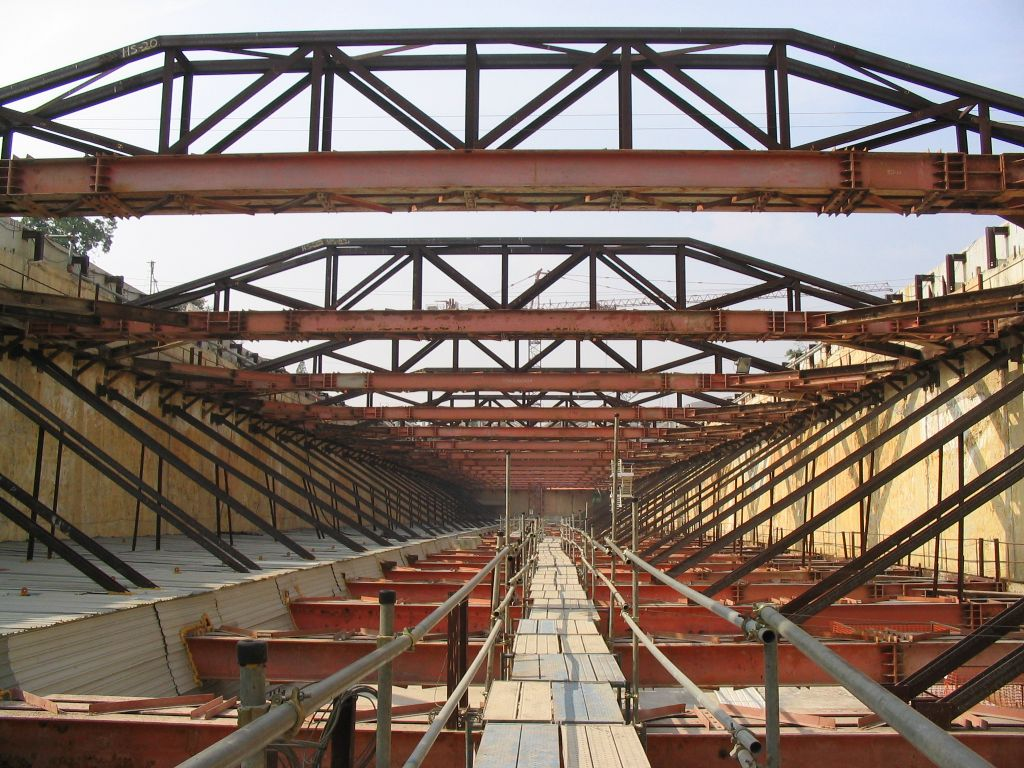
古洞站的預留大堂結構
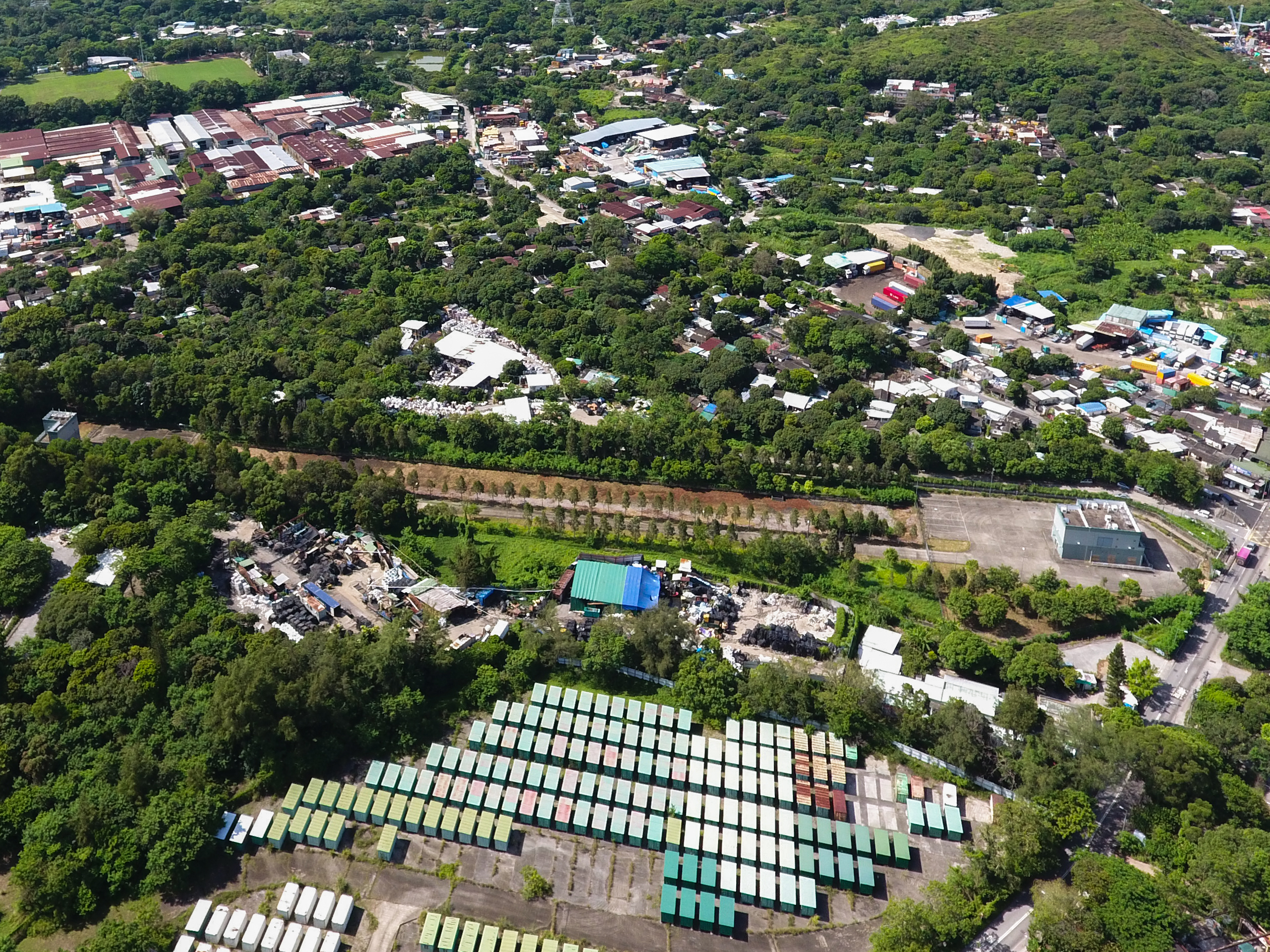
從高處望向古洞站預留位置
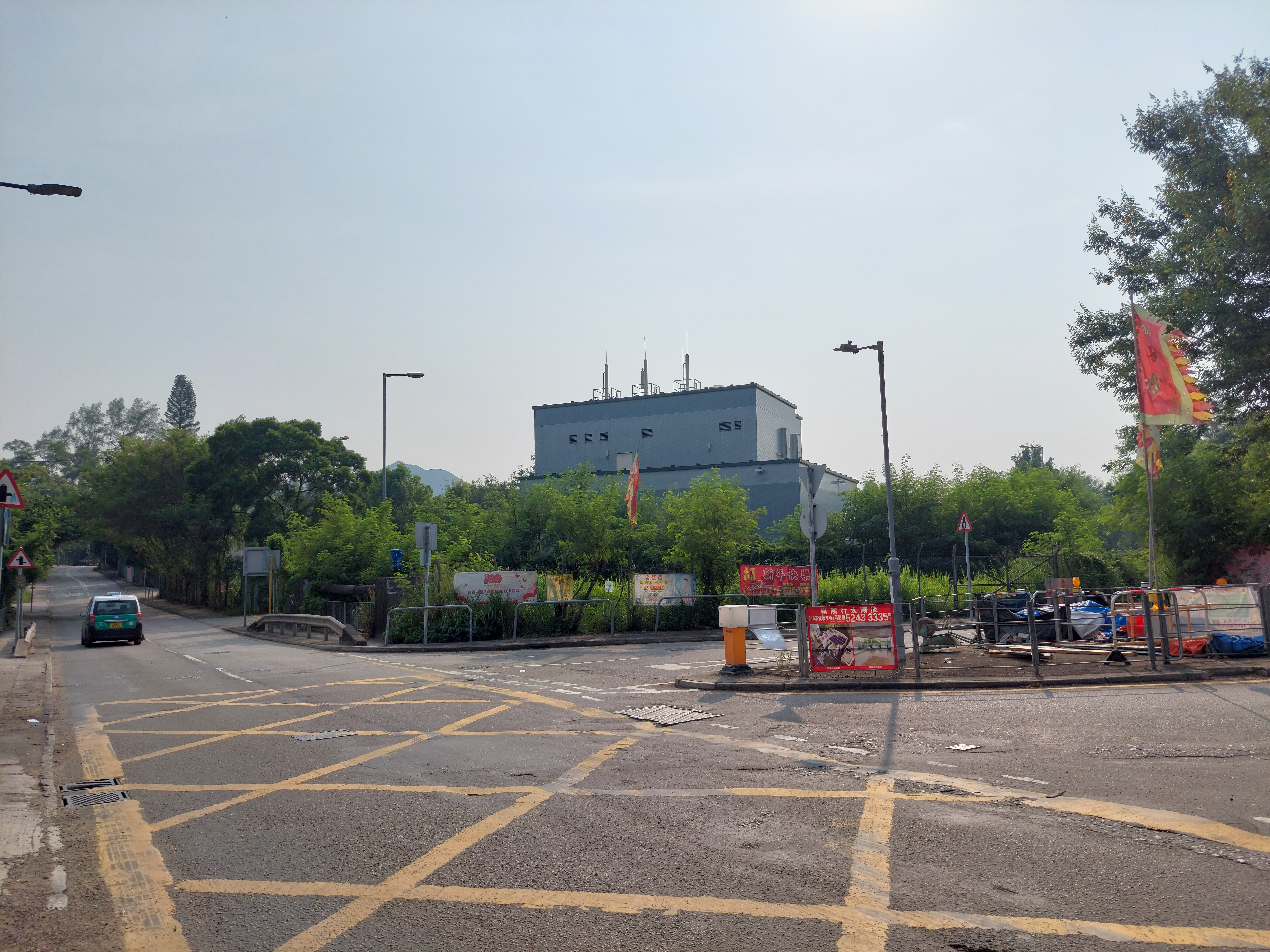
河上鄉路角度的古洞站預留位置，前方綠色建築物為緊急出入口

### 月台
此站的東鐵綫部分將設有1座島式月台，位於底層，月台將裝設月台幕門；而北環綫部分月台佈局暫時未定。

### 古洞站設計概念
古洞站設計將揉合可持續建築元素，包括車站出入口採開放式設計以提升能源效益，同時車站亦將與站外擬建的公共空間融合。而車站顏色將爲較暖的灰色加上綠色馬賽克磚點綴，港鐵指顏色取之古洞悠久的醬油製作歷史。

## 續建圖集

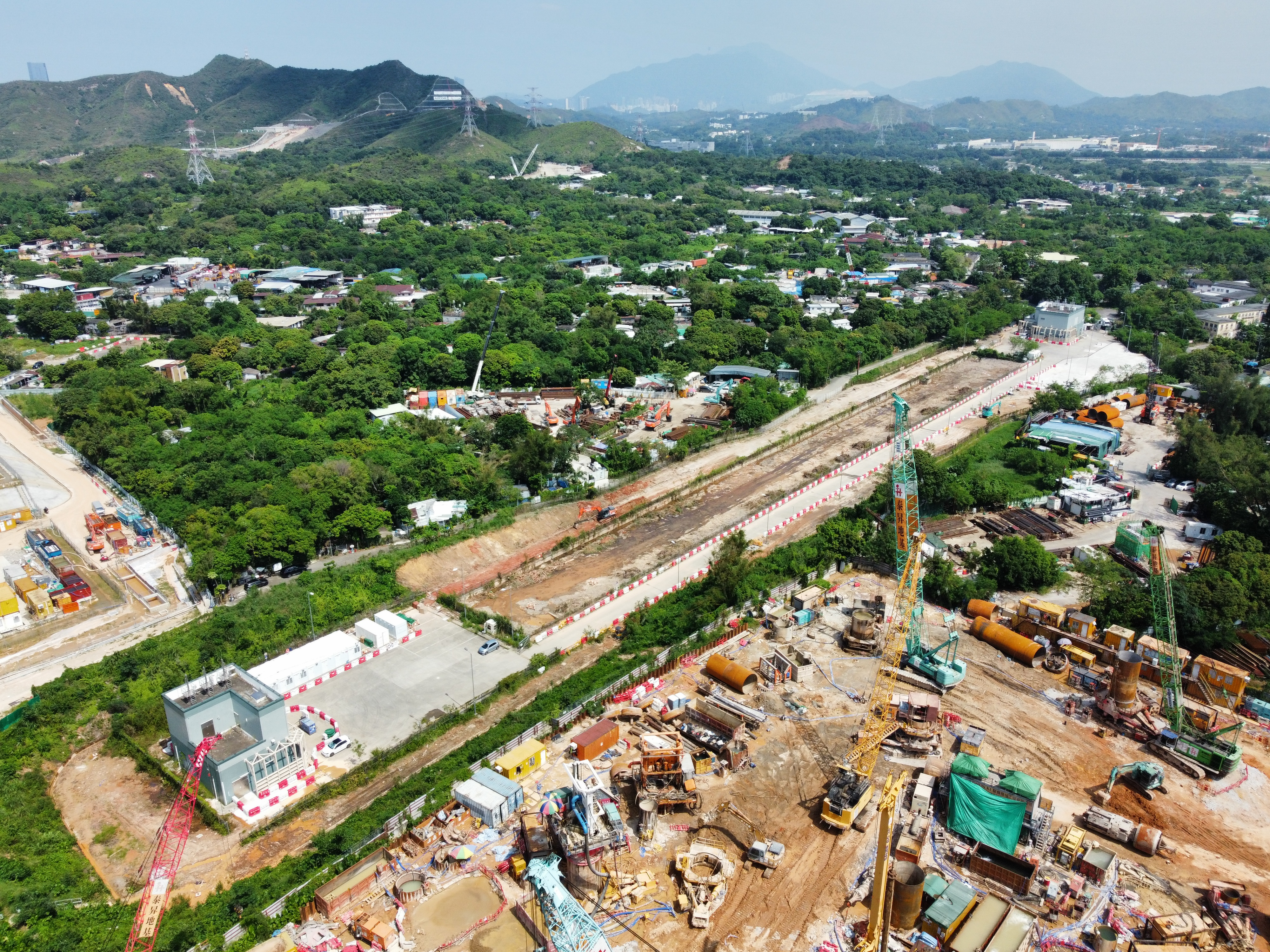
剛動工續建（2023年10月）
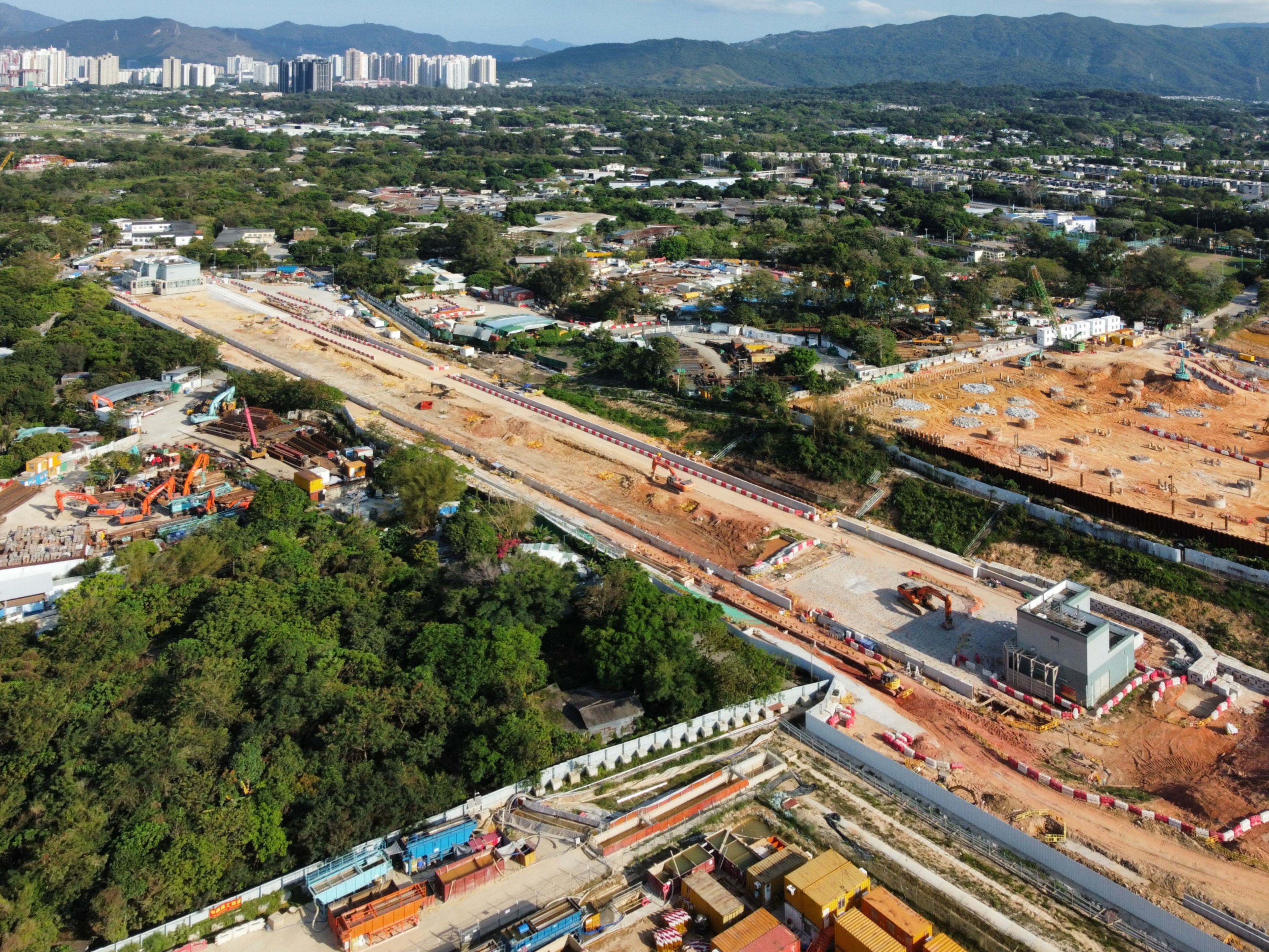
開始挖掘工作（2024年3月）
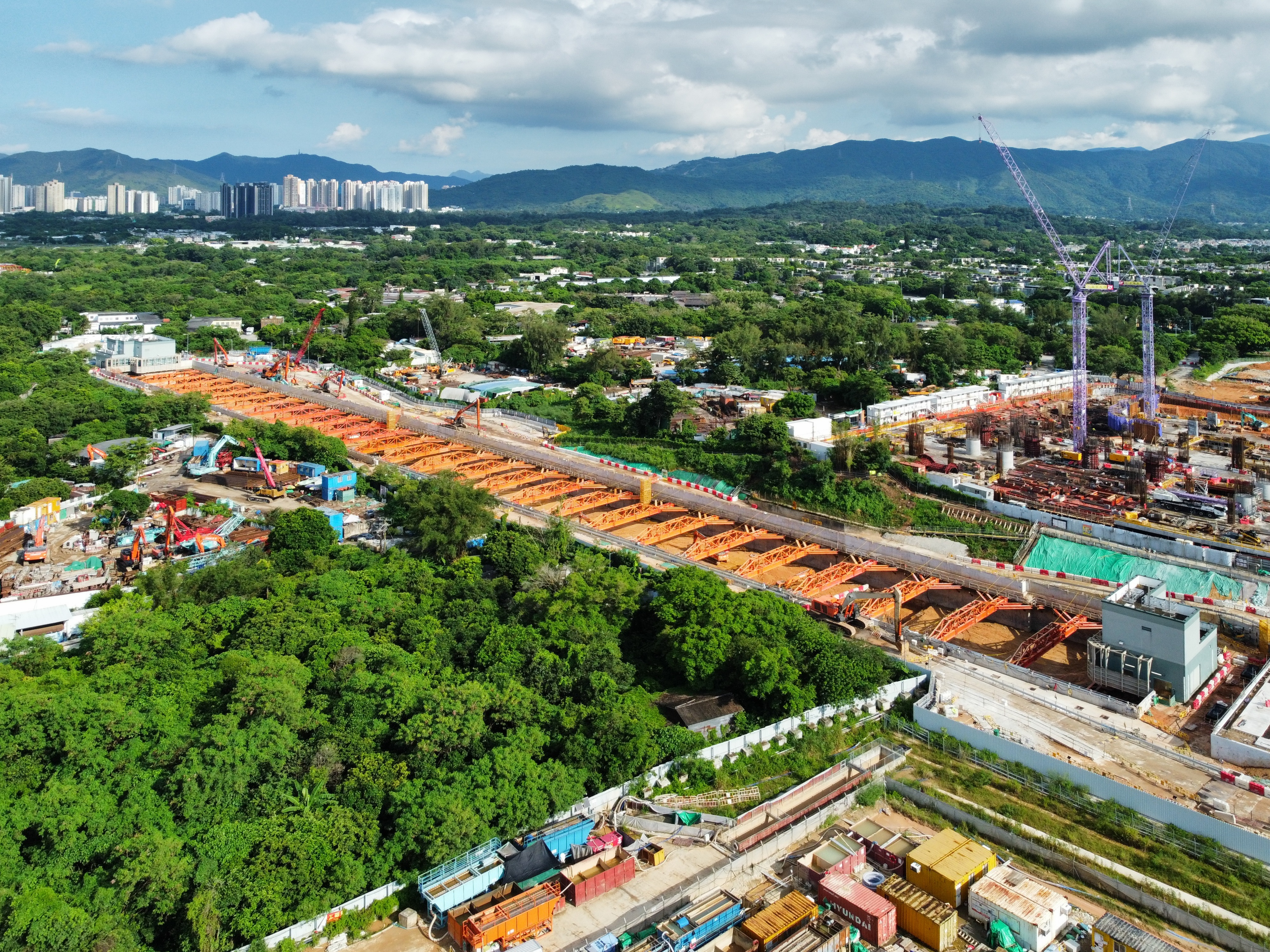
2024年9月
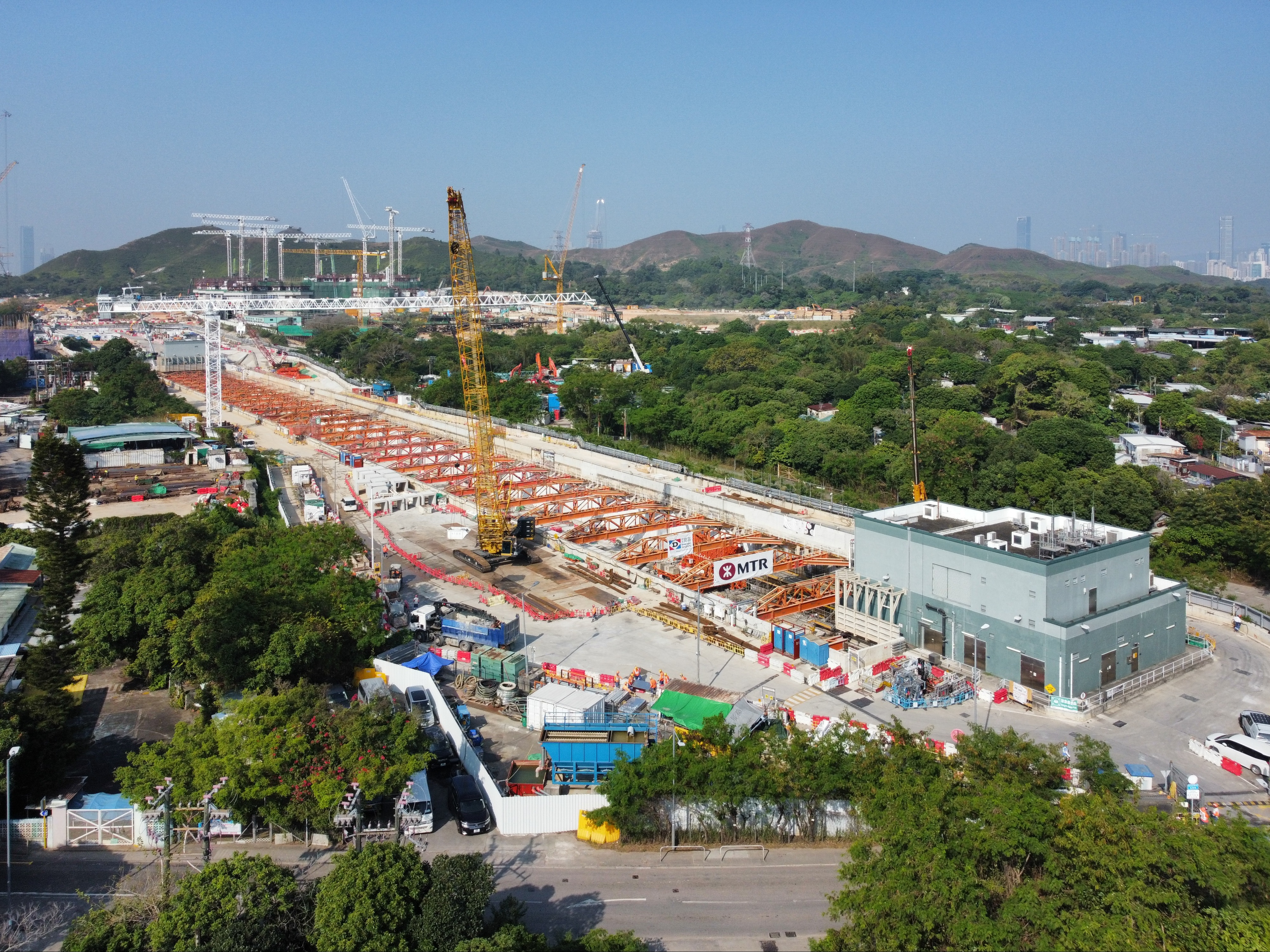
開始續建大堂結構（2024年12月）
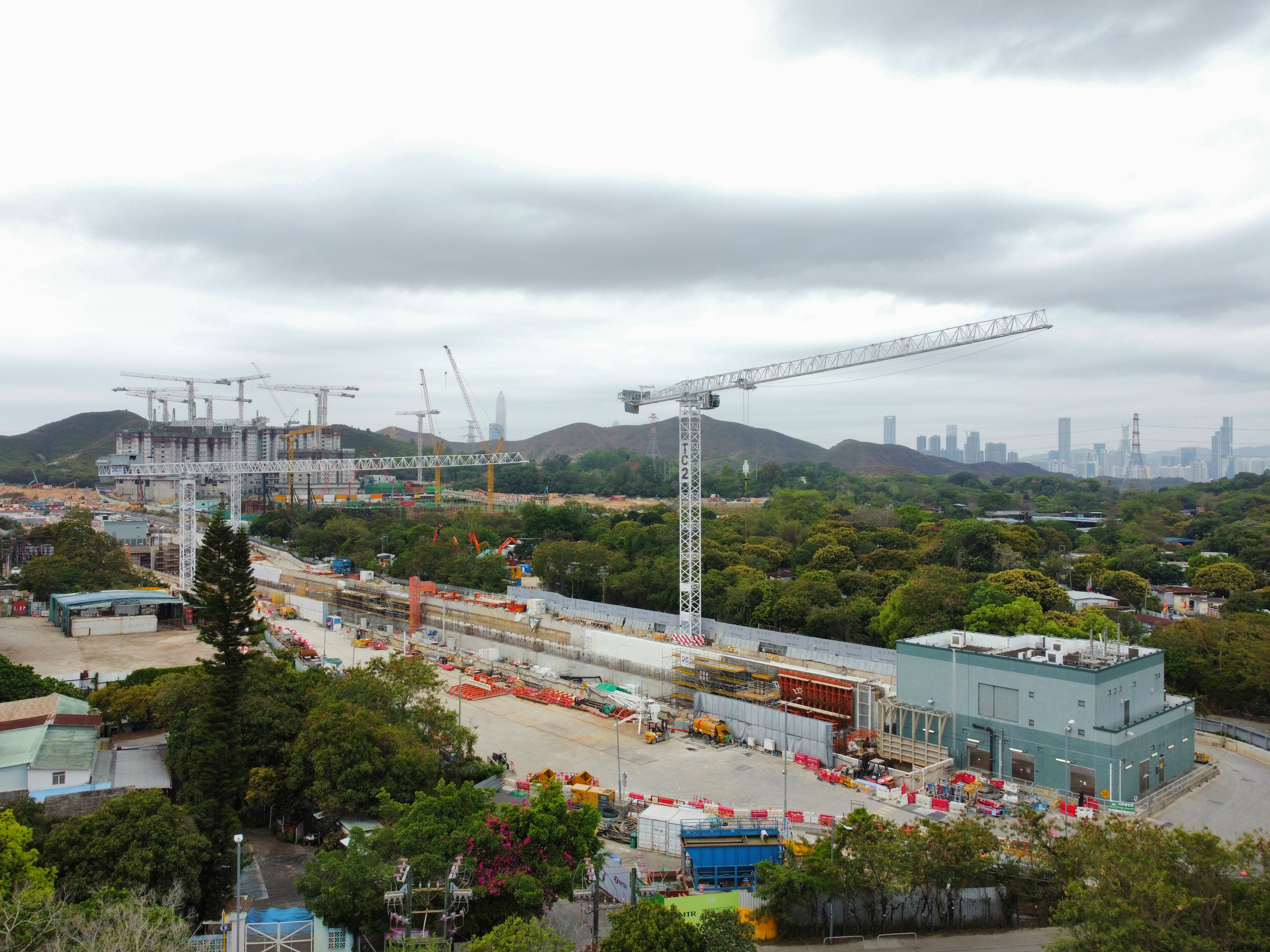
2025年4月

## 外部連結
- 香港鐵路大典上的相关条目：古洞站